# Дричинский сельсовет (Минская область)
Дричинский сельсовет — упразднённая административная единица на территории Пуховичского района Минской области Республики Беларусь.
Согласно решению Минского областного Совета народных депутатов от 28 мая 2013 года упразднён. Населённые пункты включены в состав Дукорского сельсовета.

## Состав
Дричинский сельсовет включал 23 населённых пункта:
- Белое — деревня.
- Весёлое — деревня.
- Вишёвка — деревня.
- Горки — деревня.
- Градье — деревня.
- Груд — деревня.
- Дричин — агрогородок.
- Калиновка — деревня.
- Малиновка — деревня.
- Копейное — деревня.
- Коробовичи — деревня.
- Красный Яр — деревня.
- Морги — деревня.
- Нивки — деревня.
- Низовка — деревня.
- Новый Кут — деревня.
- Пеняки — деревня.
- Поддубье — деревня.
- Сетча — деревня.
- Соловьи — деревня.
- Станиславово — деревня.
- Шиманов Кут — деревня.
- Янково — деревня.